# Tatsuo Yoshida
Tatsuo Yoshida (吉田竜夫?, Yoshida Tatsuo; Kyoto, 6 maggio 1932 – Tokyo, 5 settembre 1977) è stato un fumettista (mangaka), nonché autore di tokusatsu ed anime giapponese e fondatore della casa di produzione Tatsunoko.

## Biografia
Nato nel 1932, Yoshida visse la grande crisi economica abbattutasi sul Giappone dopo la Seconda guerra mondiale. Ancora molto giovane, ottenne il primo lavoro come illustratore (autodidatta) presso alcuni quotidiani di Kyoto. In seguito si trasferì a Tokyo dove, dopo aver ottenuto un buon successo come ideatore e disegnatore di manga, nel 1962 fondò la Tatsunoko Productions con i due fratelli minori, Kenji e Toyoharu (alias Ippei Kuri). Tra i primi ad intuire le grandi potenzialità del mezzo televisivo, Yoshida compì il balzo dalla carta stampata allo schermo iniziando a produrre alcune serie di tokusatsu (telefilm dal vivo con effetti speciali), tra cui la fortunata Ninja butai gekkô di ben 130 episodi. Quasi contemporaneamente iniziò anche la produzione di anime, cogliendo il primo discreto successo con la serie Mach Go! Go! Go! che, riadattata e rinominata Speed Racer (in Italia Superauto Mach 5), si sarebbe poco dopo rivelata un clamoroso successo in tutto il mondo. Seguirono poi altri successi internazionali, nel segno della creatività narrativa di Yoshida, tra cui Gatchaman e Kyashan, molto amati anche in Italia.
La sua brillante carriera fu spezzata da un tumore al fegato che ne causò la prematura scomparsa nel 1977, a soli 45 anni. In seguito, la Tatsunoko intraprese collaborazioni con alcuni dei migliori autori di anime, dando vita a numerosi altri successi e proseguendo lungo il cammino ideale tracciato dal suo geniale fondatore.

## Opere principali

### Tokusatsu
- Ninja butai gekkô - 1964

### Anime
- Uchū Ace (1965)
- Superauto Mach 5 (Mach Go Go Go) - 1967
- Judo Boy (Kurenai Sanshiro) - 1969
- Il mago pancione Etcì (Hakushon daimaho) - 1969
- Le avventure dell'Ape Magà - 1970-71
- Le nuove avventure di Pinocchio - 1972
- La battaglia dei pianeti (Kagaku ninja tai Gatchaman - 1972
- Kyashan (Shinzo ningen Kyashan) - 1973
- La banda dei ranocchi - 1973
- Il ritorno dell'Ape Magà - 1974
- Hurricane Polimar (Hurricane Polymar) - 1974
- Tekkaman (Uchū no kishi Tekkaman) - 1975
- Yattaman (Yattaman) - 1977